# Pavé de Quérénaing à Maing
Der Sektor Pavé de Quérénaing à Maing ist ein 2500 Meter langer mit Kopfsteinen gepflasterter Weg, welcher bei Paris–Roubaix von Quérénaing in Richtung Maing befahren wird.

## Charakteristik
Der Sektor Pavé de Quérénaing à Maing ist mit der Schwierigkeitsstufe von 3 Sternen ausgezeichnet. Er beginnt am Ortsausgang von Quérénaing, der D59 in Richtung Maing folgend. Die ersten 1300 Meter kann man als wellig bezeichnen und danach fällt die Strecke bis zum Ende des Sektors ab. Die Beschaffenheit des Pflasters war meist in gutem Zustand, aber oft schlammig. Gleichwohl wurde die Strecke vom 2022 mit Fördergeldern des Département Nord restauriert.

## Geschichte
Der Sektor wurde 1996 das erste Mal befahren. Bis heute (Stand 2024) wird er regelmäßig befahren.